# نیروگاه تاتان
نیروگاه تاتان (به چینی: 大潭發電廠) (تایوان در شهر تائویوان، تأسیس ۲۰۰۵)، بزرگ‌ترین نیروگاه گازسوز تایوان و پنجمین نیروگاه گازسوز دنیا از نوع سیکل ترکیبی با سوخت گاز طبیعی با ظرفیت تولید ۴۲۷۲ مگاوات در زمینی به مساحت ۱۰۲ هکتار است که همراه با واحدهای سیکل ترکیبی و توربین‌های بادی، در مجموع ظرفیت تولید آن ۴۴۱۸٫۷ مگاوات است.
این نیروگاه پس از نیروگاه تایچونگ، دومین نیروگاه بزرگ تایوان است که دارای بزرگترین توربین گاز و نیروگاه سیکل ترکیبی در جهان است.
انتظار می‌رود از سال ۲۰۱۸ به بعد، پس از اتمام چهار واحد، ظرفیت تولید کل به ۷۴۰۰ مگاوات برسد و به بزرگترین نیروگاه تایوان تبدیل شود.